# Parc linéaire des rivières Saint-Charles et du Berger
Le parc linéaire des rivières Saint-Charles et du Berger est un parc linéaire public de la ville de Québec. Il longe les rivières Saint-Charles et du Berger entre le lac Saint-Charles et le port de Québec. Il compte un sentier pédestre de 32 km et une piste cyclable de 8 km sur le corridor de la Rivière-Saint-Charles,.

## Portrait

### Aménagement

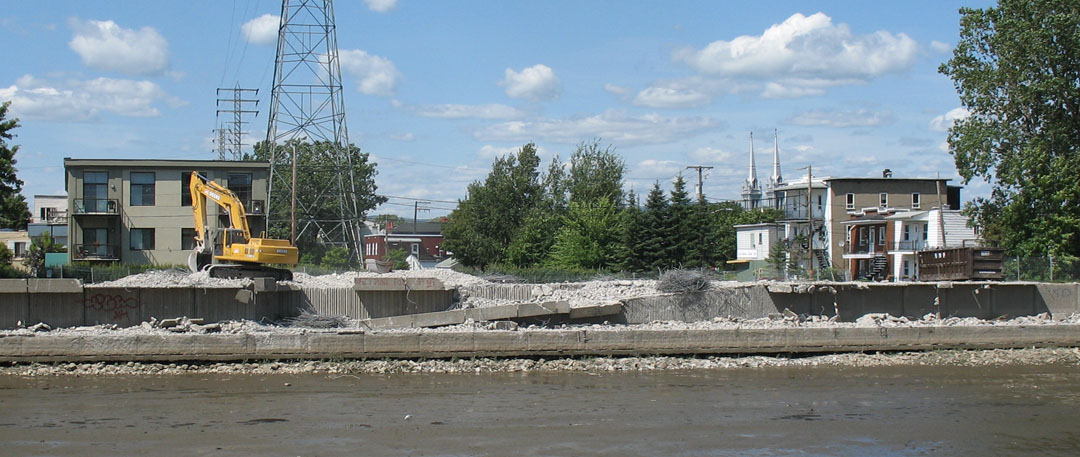
Travaux de destruction des murets en béton pour la renaturalisation des rives de la rivière Saint-Charles à Limoilou en 2006.

Le parc est inauguré le 17 septembre 2008 sous le nom Parc linéaire de la rivière Saint-Charles,.  Son aménagement est lié à la dépollution et au réaménagement des berges de la rivière qui, au total, ont nécessité des investissements de 160 millions de dollars par le gouvernement du Canada, celui du Québec, la Ville de Québec, ainsi que la Fondation de la faune du Québec qui a fourni un apport de 300 000 dollars.
Ces travaux ont consisté en l'enlèvement de 8 km de rives bétonnées, la création de 65 000 m2 d'habitat faunique incluant la plantation de 600 arbres feuillus et conifères, 1500 arbustes et 20 000 plantes herbacées, la construction de 14 bassins de rétention afin d'éviter que le surplus d'eaux usées ne se retrouvent à la rivière lors de fortes pluies. L'objectif de ces travaux entrepris en 1996 était de renaturaliser les rives afin de permettre le retour de la faune aviaire aquatique et de retirer à la rivière Saint-Charles son titre de rivière la plus polluée du Canada. L'aménagement du sentier pédestre lui-même aura coûté neuf millions de dollars et la renaturalisation des rives est réalisée au coût de 25 millions. Ces travaux réussis permettent la réapparition de diverses espèces qui ne s'y retrouvaient plus comme le cormoran ou le grand héron.
La journée d'inauguration, malgré la pluie, 280 marcheurs participent aux activités, offrant différents parcours sur les sentiers et un spectacle traditionnel wendat à Wendake.  À partir de 2010, la Société de la rivière Saint-Charles ajoutera à leur traditionnelle descente en canot de la rivière des activités de randonnée pédestre dans le sentier du parc linéaire pour la 14e édition de la Fête de la rivière Saint-Charles,.

### Parcours
Le parc linéaire permet de parcourir la rivière sur toute sa longueur, de son embouchure au lac Saint-Charles jusqu'à son embouchure au Port de Québec. La première partie couvre 11 km dans la partie près du lac Saint-Charles est une zone plus sauvage permettant l'observation de la faune et de la flore, en partie grâce à une passerelle d'observation. Le sentier comporte plusieurs ponts de bois empruntant milieux humides et forêt. Cette section dans l'arrondissement de La Haute-Saint-Charles se termine au parc Château-d'Eau, abritant comme son nom l'indique un bâtiment de style « Château » alimentant en eau l'usine de traitement de l'eau de Québec.  
Le secteur suivant devient plus urbanisé et couvre cinq kilomètres dans les arrondissements de La Haute-Saint-Charles et de celui des Rivières; il commence au parc Jean-Roger-Durand dans le quartier Loretteville, traverse le parc de la Falaise et de la chute Kabir Kouba et quelques autres plus petits (parc de l'Orme, parc Gaby-Pleau, parc Pincourt) et abouti au plus vaste parc de la ville, le parc Chauveau. Cette section est caractérisée par les rapides et les chutes que la rivière traverse, ainsi que par les activités accessibles (Centre d'interprétation du parc de la chute Kabir Kouba, activités sportives au parc Chauveau).

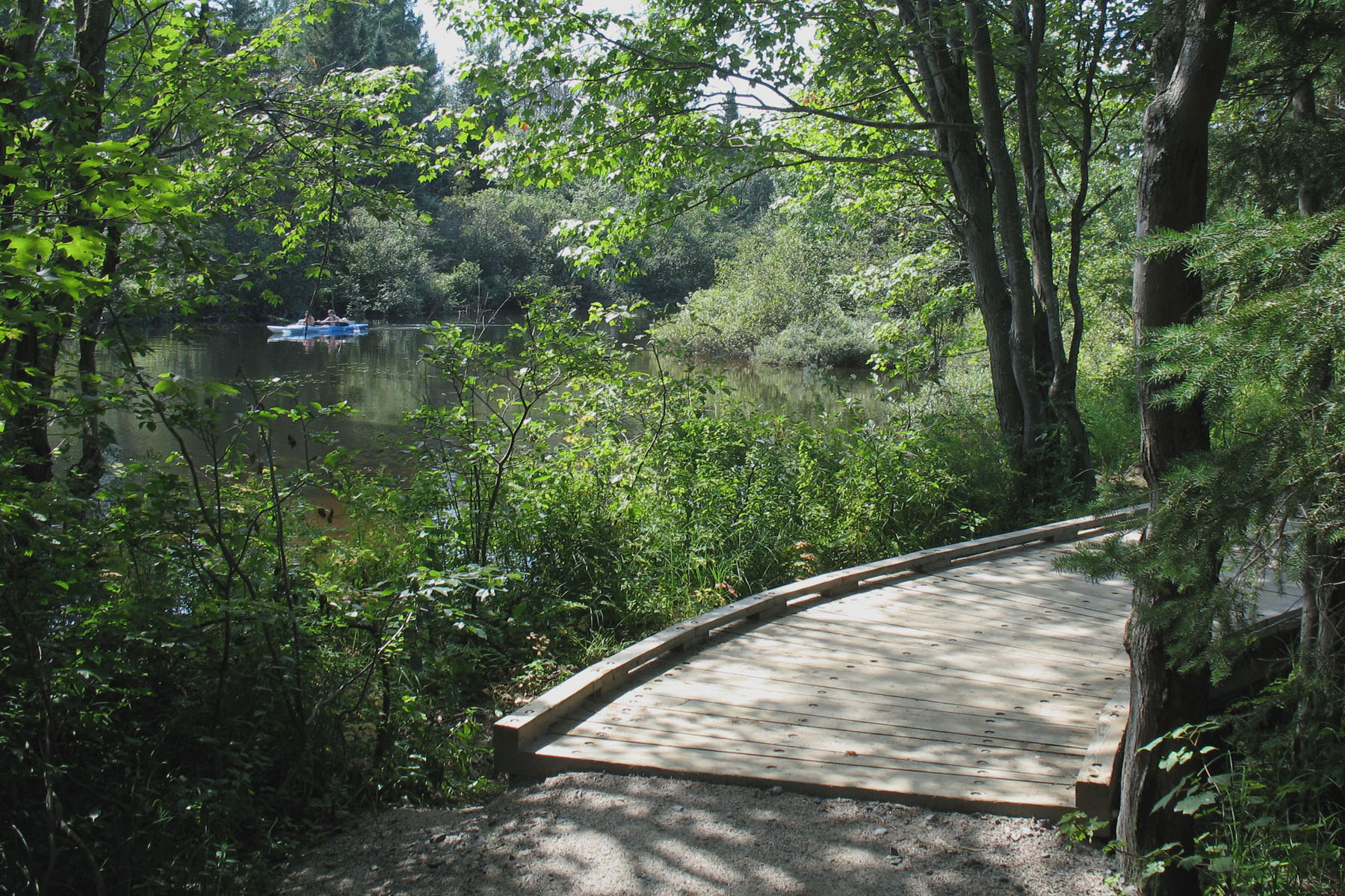
Le parc linéaire à Loretteville.
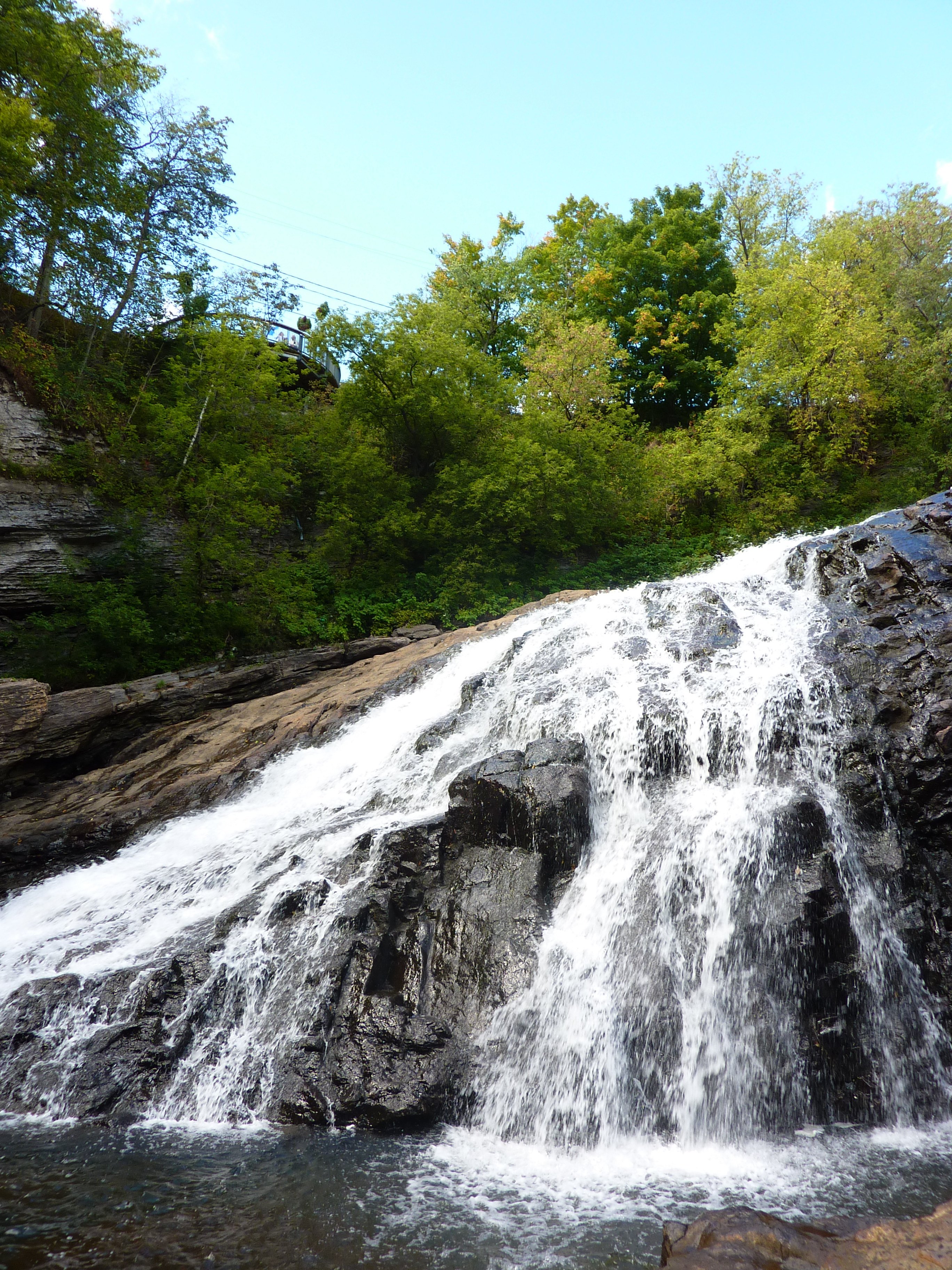
Chute Kabir Kouba
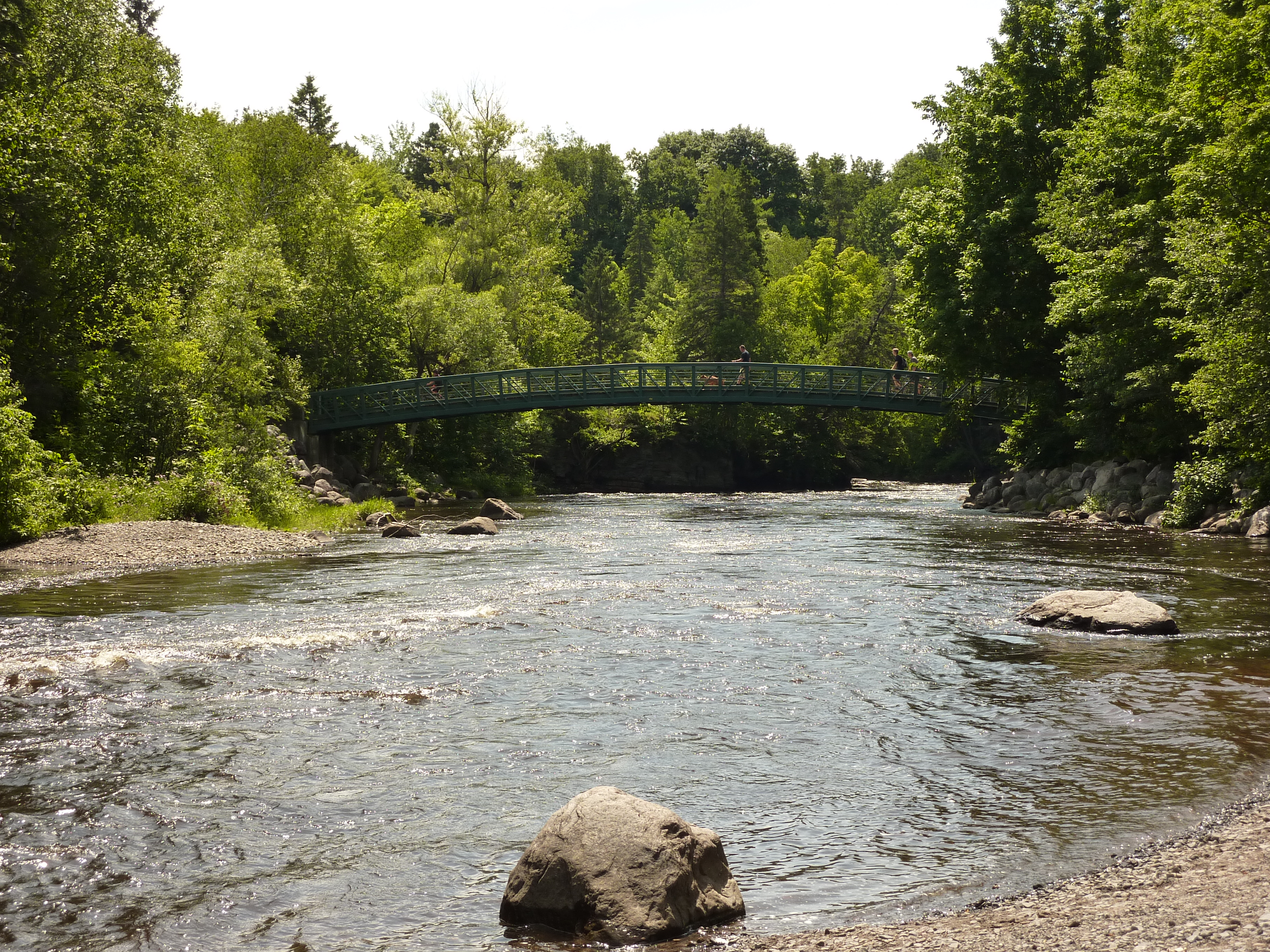
Parc Chauveau

Cinq kilomètres séparent le parc Chauveau et le parc Les Saules. Celui-ci abrite la Maison O'Neill, une maison ancestrale devenue un centre d'exposition et de spectacles, et entourée de jardins ouverts aux visiteurs. Les cinq kilomètres suivants permettent d'atteindre l'arrondissement de La Cité-Limoilou et le cimetière Saint-Charles, en dépassant l'embouchure de la rivière du Berger, au sein du parc Duberger comportant également une partie du parc linéaire sur ses rives. Le parc couvre par la suite les deux rives de la rivière Saint-Charles à travers plusieurs parcs, dont le parc Victoria, le parc de la Pointe-aux-Lièvres et le Lieu historique national Cartier-Brébeuf. Les ilots de sable naturel de la Place du marais sont propices aux observations ornithologiques. Le sentier se termine au port de Québec, à l'embouchure de la rivière Saint-Charles sur le fleuve Saint-Laurent. Le dernier tronçon de 4 km sur chaque rive est aménagé de manière à pouvoir accueillir les cyclistes et les utilisateurs de patins à roues alignées.

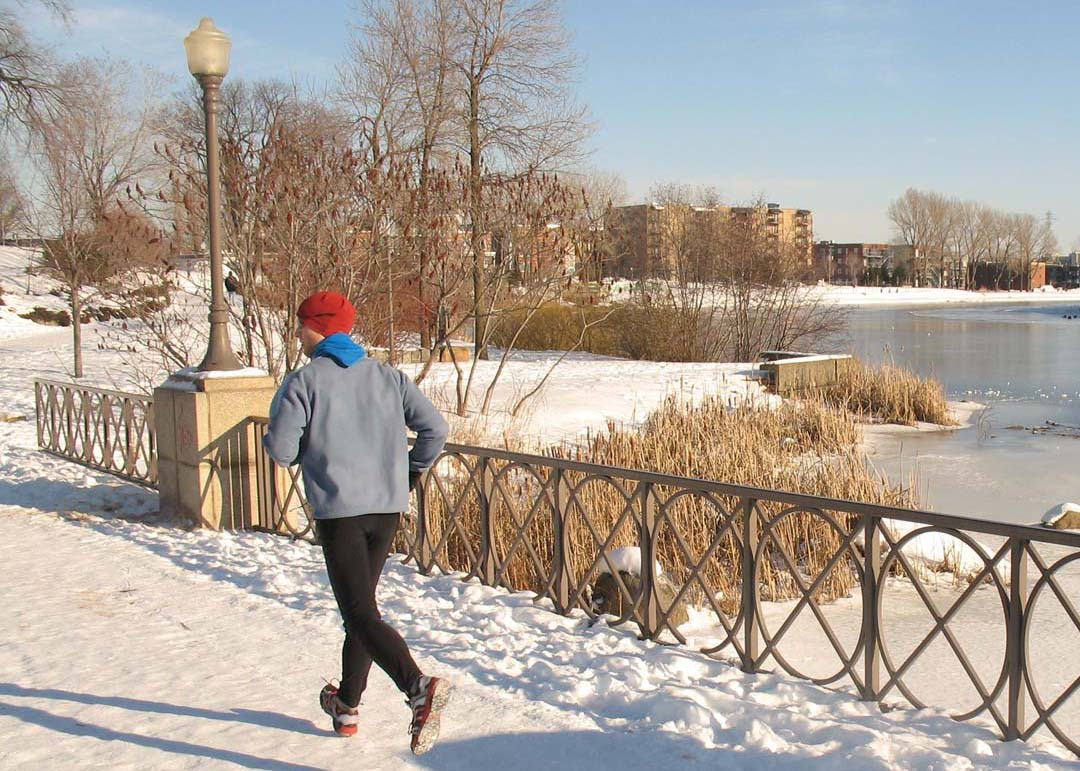
Randonnée hivernale
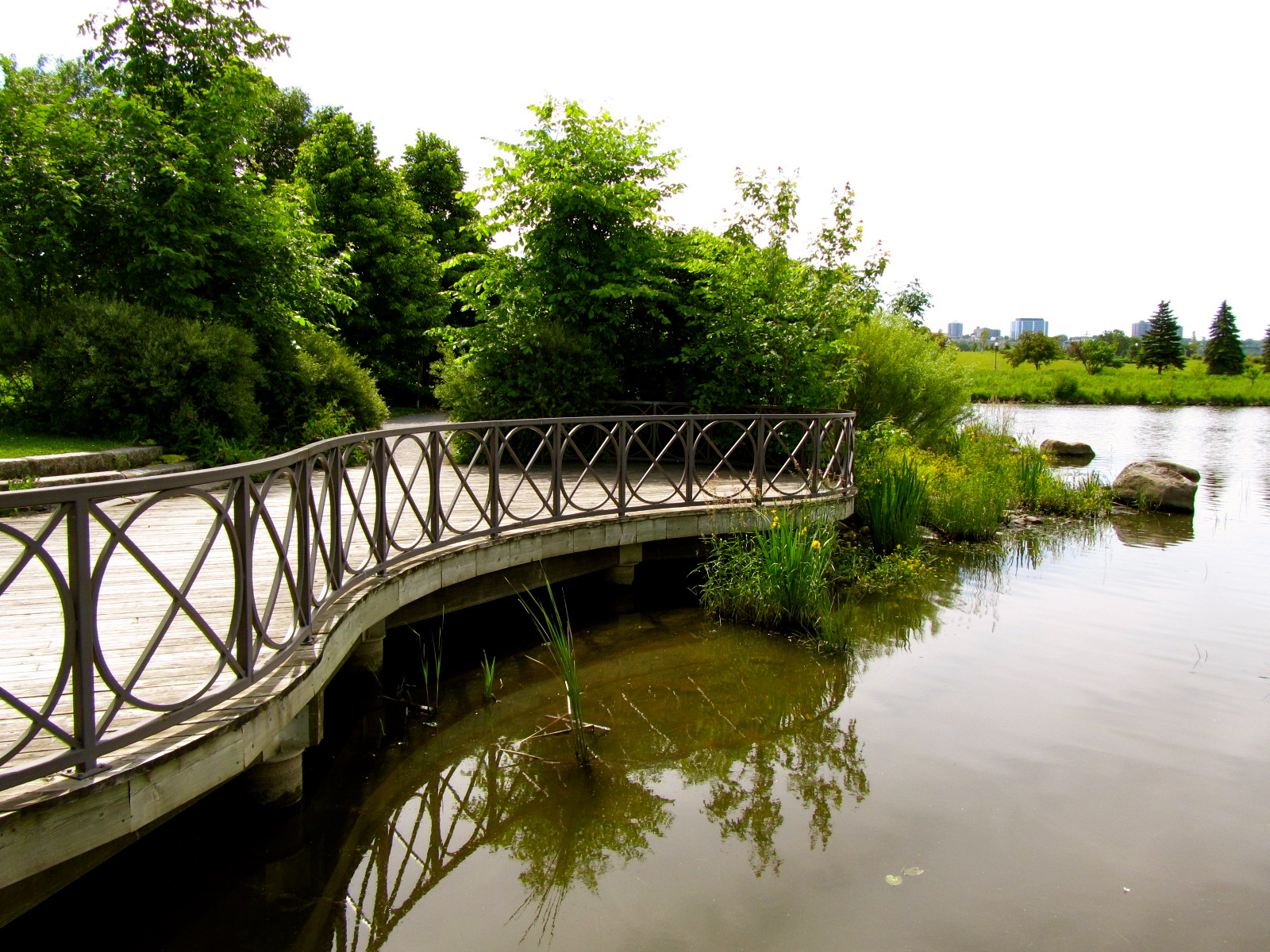
Parc Cartier-Brébeuf
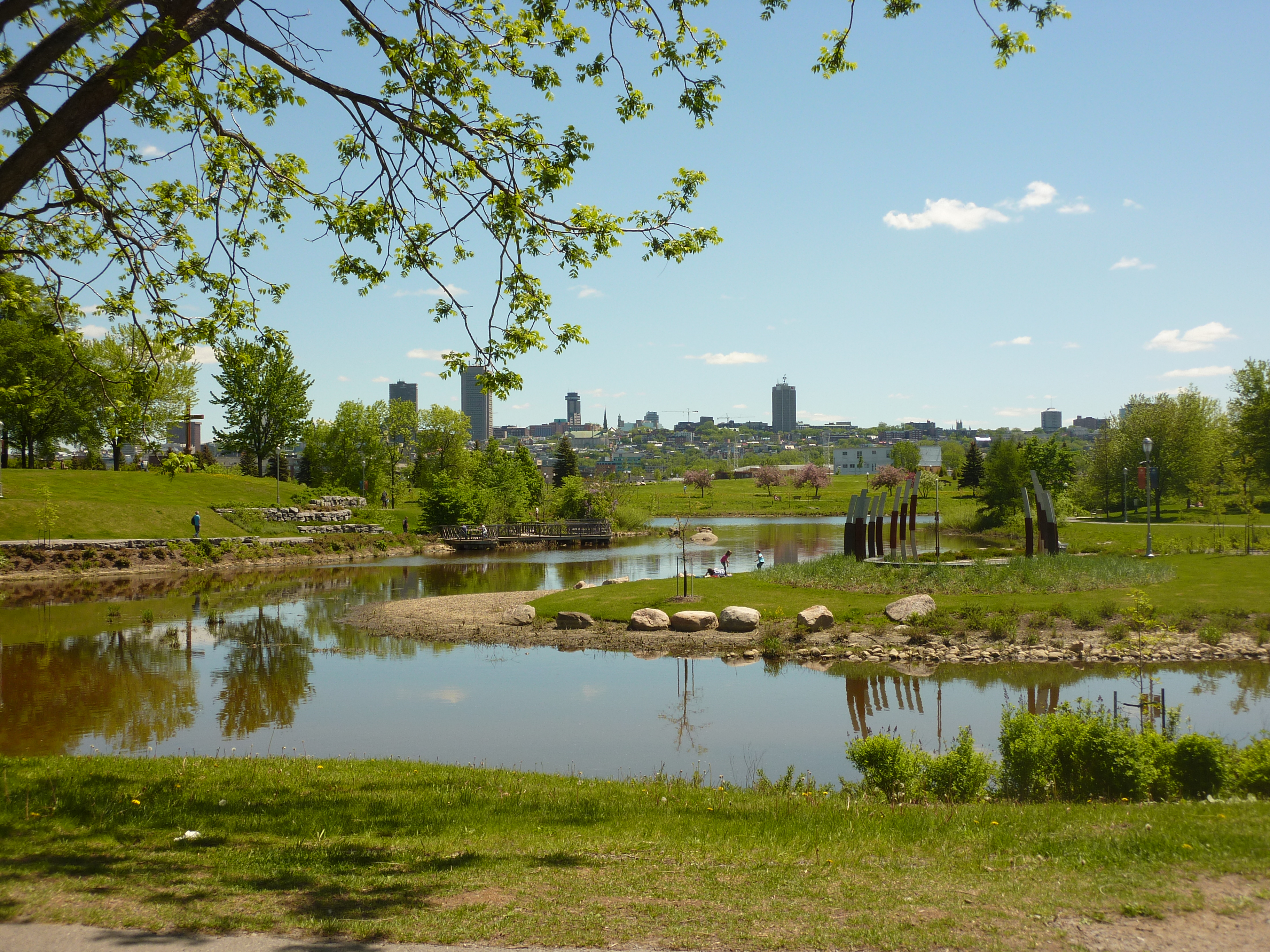
Vue sur le centre-ville

Trois emplacements permettent la descente de canots ou de kayaks sur la rivière à partir du parc linéaire.  Des audioguides proposent une randonnée commentée entre la Maison O'Neill et la Maison Dorion-Coulombe. L'hiver, 27 kilomètres (2011) de sentier sont damés par la Société de la rivière Saint-Charles afin d'y permettre la marche sur la neige.

### Art public
Le tronçon situé entre le pont Samson et le pont Scott présente dix œuvres d'art de l'artiste québécois d'origine vietnamienne Truong Chanh Trung représentant des espèces d'oiseau fréquentant la rivière: le goéland à bec cerclé, le cormoran à aigrettes, le pigeon biset, le merle d'Amérique, l'hirondelle bicolore, le grand Héron, le canard colvert, le pluvier kildir, le canard noir et le martin-pêcheur,. Ces sculptures en bronze sont dressées au sommet d'anciens fûts de lampadaire permettant de les éclairer la nuit,. Elles rappellent le retour de la faune et de la flore sur les abords de la rivière avec sa renaturalisation.
Six bancs publics / œuvre d'art ont également été implantés dans le secteur.  Le banc Être rivière, une œuvre en aluminium soudé de l'artiste Luce Pelletier, représente deux poissons entrecroisés.